# Milo Rambaldi
Milo Giacomo Rambaldi es un personaje de ficción en la serie de televisión estadounidense Alias. Los trabajos de Rambaldi junto con sus profecías adelantadas a su época forman el eje central de la trama de Alias. La obra de Rambaldi, tanto sus diarios, documentos y artefactos fueron objetivos prioritarios de numerosos gobiernos y organizaciones criminales en todo el mundo. El personaje es una mezcla entre Leonardo Da Vinci y Nostradamus. Da Vinci también conocido por sus ideas y sus invenciones, su trabajo también se adelantó a su época. Los manuscritos y los diarios de Rambaldi fueron escritos en clave, haciendo referencia directa a los métodos de Da Vinci. Entre bastidores, los guionistas de Alias lo llamaban "Nostravinci".
"La mujer aquí representada poseerá marcas no visibles, signos de que será ella quien producirá mis obras, rodeándolas de furia, de una ira ardiente y si nadie lo impide, esa mujer a expensas del vulgo, convertirá el mayor poder en total desolación"
"Esa mujer sin pretenderlo causará su efecto al no haber visto jamás la belleza de mi cielo tras el monte Subasio, tal vez una sola mirada habría sofocado su fuego".
-Milo Giacomo Rambaldi

## Biografía
Rambaldi (1444-1496), alquimista, artista, ingeniero y místico estuvo al servicio como arquitecto jefe del Papa Alejandro VI. Nació en Parma en 1444, Rambaldi fue educado por monjes Vespertinos y trabajó como pintor, escultor y estudiante de arte hasta cumplidos los doce años. Cuando cumplió los 18 años en uno de sus tantos viajes a Roma, fue presentado ante el Cardenal de la Iglesia Católica Rodrigo, siendo contratado como arquitecto, asesor y profeta privado cuando el Cardenal Rodrigo de Borja se convirtió en Papa en 1492.
Muchos de sus dibujos y documentos fueron escritos en una lengua híbrida de italiano y demótico y con mezclas de símbolos premasónicos. Rambaldi creó la más temprana filigrana en todos sus papeles, conocida como el ojo de Rambaldi. Y que sólo puede ser descubierta por el ojo humano al ser expuesta a una luz negra. Todas sus hojas fueron hechas a mano con una fibra de un polímero único (similar a la piel de la cebolla) y poseen una consistencia que ha perdurado intacta a través de los tiempos hasta nuestra era, a veces incluso en condiciones adversas. Su marca (el ojo de Rambaldi) ha sido la única forma de detectar las hojas verdaderas de las falsificaciones.
A pesar de que su benefactor deseaba ver a Rambaldi prosperar, durante toda su vida Rambaldi y su trabajo fueron ocultados por mandato del archidiácono Claudio Vespertini, que temía las implicaciones revolucionarias de las tecnologías en el trabajo de Rambaldi. Solicitó entonces la posesión y finalmente eliminación del trabajo de Rambaldi. 
Cuando el Papa Alejandro VI falleció en 1503, Vespertini ordenó que el nombre de Rambaldi fuese borrado de todos los monumentos y edificios durante el periodo entre 1470 hasta 1496. También ordenó que Rambaldi fuera excomulgado por hereje, su taller en Roma fue destruido y fue sentenciado a morir en la hoguera por manifestar que algún día la ciencia nos permitiría llegar hasta Dios. Milo Giacomo Rambaldi falleció en el invierno de 1496 sin dejar descendencia conocida. 
Poco tiempo después de su muerte un segundo taller secreto fue descubierto en San Lázaro, fue arrasado por agentes de la Santa Sede. Sus escritos, planos y bocetos fueron vendidos y subastados por poco valor durante una subasta privada. 
Desde el siglo XV se han ido descubriendo material sobre el trabajo de Rambaldi en lugares cercanos a Italia, Francia, Europa del este y en la antigua Unión Soviética, así también como en colecciones privadas y en almacenes de museos. Durante el Tercer Reich los documentos que interpretaban los diseños y enseñanzas de Rambaldi fueron buscados y catalogados como objetivos prioritarios, debido a la obsesión de Adolf Hitler por el ocultismo y las profecías. Los diseños de muchos de sus dibujos no han sido aclarados aún y han inspirado algunas falsificaciones impresionantes. Rambaldi ha sido llamado como uno de los predecesores de la era digital por su implicación en un “lenguaje de máquinas” en 1489 creado a partir de algoritmos cifrados y su uso en una especie de códigos binarios de unos y ceros.
El trabajo de Rambaldi, en nuestros días, continúa sin ser formalmente publicado debido a la prohibición internacional que pesa sobre el nombre de Rambaldi.

## <o>
Este símbolo, generalmente conocido como el "ojo" de Rambaldi, es el símbolo de la magnífica orden de Rambaldi. En el episodio de la primera temporada de Alias llamado Time to tell (El tiempo dirá - 1x08) un descendiente directo de Giovanni Donato (se cree que era el mismísimo Donato) describió la orden como los seguidores más fieles de Rambaldi encargados de salvaguardar sus creaciones. Tristemente como la mayoría de las cosas que una vez fueron puras, los criminales utilizan ahora ese símbolo para infiltrarse en la orden. Algunos seguidores de Rambaldi llevan la marca tatuada en su mano.

## Profecías de Rambaldi
Entre las que se han encontrado escritas, están la de un dibujo muy similar a lo que hoy conocemos como transistor y el de un teléfono móvil.
Por el episodio 22 de la temporada 4, al oír un relincho volteando a ver se aparece un caballo a lo que Irina Derenko expresa lo siguiente:  Rambaldi escribió: "Cuando los caballos rojo-sangre recorran las calles... y los angeles caigan del cielo... El elegido y el pasajero se enfrentarán." "Y solo uno de ellos sobrevivirá"
- Datos: Q2345505